# 柳江
柳江（りゅうこう、拼音: liŭ jiāng）は、中国南部（華南地区）の貴州省東部と広西チワン族自治区北部を流れる川で、珠江水系の西江（せいこう）の左岸支流である。貴州省独山県に発し、広西チワン族自治区象州県で西江（紅水河）に合流する。長さは751キロメートル、流域面積は5万8,270平方キロメートル。

## 流路
柳江の上流は都柳江といい、貴州省独山県百泉鎮の里臘村の九十九灘に発する。源流部の別名は甲労河ともいい、東南へ流れて基長鎮の議寨村で1.5キロメートルの地下河川となる。その後東北へ向きを変え、江寨河という名になり、基長鎮の江寨村で三都スイ族自治県に入る。三都県から先は都柳江という名に変わる。都柳江は東へ流れて三都県を貫き、榕江と従江と合流した後は広西チワン族自治区三江トン族自治県に入る。三江県老堡郷の老堡口で、左岸から古宜河（潯江）が合流し、以後は融江と名を変える。融江は老堡口から南へ向きを変え、融安県、融水ミャオ族自治県、柳城県を通り、柳城県南部の鳳山鎮で右岸から龍江が合流して柳江と名を変える。
柳江は東南に向けて流れ、柳州市鹿寨県、柳江区、象州県を通る。最後に、象州県と武宣県の境で西江（紅水河）に合流する。紅水河は柳江と合流した後は黔江と名を変える。
柳江の本流の全長は751キロメートルで、総落差は1,297メートル、平均比降は1.7‰である。そのうち、上流の都柳江の部分は長さ365キロメートル、落差1,214メートル、平均比降3.3‰。中流の融江の部分は長さ182キロメートル、落差47.5メートル、平均比降0.26‰。下流の柳江の部分は長さ202キロメートル、落差35.5メートル、平均比降0.18‰である。
柳江は広西チワン族自治区の主要な通航可能な河川の一つで、上流の都柳江は、貴州省が定めた5本の主要な水運での省間交通路の一つである。

## 流域の概要
柳江流域の面積は58,270平方キロメートルで、そのうち広西チワン族自治区の部分が72.1%、貴州省が26.7%、湖南省が1.2%を占める。流域の東は越城嶺および架橋嶺という山脈があり、湘江・桂江との分水嶺になっている。流域の西は鳳凰山で、西江（紅水河）との分水嶺である。北は苗嶺で、貴州省内の長江水系との分水嶺である。流域内の地勢は、北西が高く南東が低く、カルスト地形が多く見られる。また流域は比較的森林に覆われており、水土流失は少ない。柳州市での平均年間の土砂の流量は425万トン、平均の含沙量は1立方メートル当たり0.11キログラムであり、土砂の含まれる量が比較的少ない。
柳江の支流で、流域面積が1,000平方キロメートルより大きな支流には、龍江、寨蒿河、平江河、双江、古宜河、浪渓河、陽江、洛渓河、運江、貝江の10本があり、龍江が一番大きい。

## 流域の社会経済
柳江流域は貴州・広西・湖南の3つの省（自治区）にまたがり、34つの県や市がある。流域は貴州・広西両省（自治区）の少数民族が多く住む地で、ミャオ族・トン族・プイ族が主要な民族である。流域の総人口は593万人で、耕地面積は50万ヘクタールである。
流域の貴州省内は鉱物資源が豊富で、丹寨鉱山は中国における水銀・辰砂の主要産地の一つである。また甕安鉱山および福泉鉱山は貴州の重要なリン鉱山である。柳江下流の柳州市は広西チワン族自治区における重工業地帯である。